# Уэйрас-ду-Пара

Уэйрас-ду-Пара на карте штата.

Уэйрас-ду-Пара (порт. Oeiras do Pará) — муниципалитет в Бразилии, входит в штат Пара. Составная часть мезорегиона Северо-восток штата Пара. Входит в экономико-статистический микрорегион Камета. Население составляет  28 595 человек на 2010 год. Занимает площадь 3852,291 км². Плотность населения — 7,42 чел./км².
Праздник города — 20 января.

## История
Город основан в 1758 году.

## Демография
Согласно сведениям, собранным в ходе переписи 2010 г. Национальным институтом географии и статистики (IBGE), население муниципалитета составляет:
| Полное население                               | Полное население                               | Полное население                               | Полное население                               | 28 595 |
| ---------------------------------------------- | ---------------------------------------------- | ---------------------------------------------- | ---------------------------------------------- | ------ |
| в том числе:                                   | Городское население                            | 11 432                                         | Процент городского населения, %                | 39,98  |
|                                                | Сельское население                             | 17 163                                         | Процент сельского населения, %                 | 60,02  |
|                                                | Мужское население                              | 15 017                                         | Процент мужского населения, %                  | 52,52  |
|                                                | Женское население                              | 13 578                                         | Процент женского населения, %                  | 47,48  |
| Плотность населения, чел/км²                   | Плотность населения, чел/км²                   | Плотность населения, чел/км²                   | Плотность населения, чел/км²                   | 7,42   |
| Население муниципалитета в % к населению штата | Население муниципалитета в % к населению штата | Население муниципалитета в % к населению штата | Население муниципалитета в % к населению штата | 0,38   |

По данным оценки 2015 года население муниципалитета составляет 30 880 жителей.

## Статистика
- Валовой внутренний продукт на 2003 год составляет 57 402 775,00 реалов (данные: Бразильский институт географии и статистики).
- Валовой внутренний продукт на душу населения на 2003 год составляет 2292,35 реалов (данные: Бразильский институт географии и статистики).
- Индекс развития человеческого потенциала на 2000 год составляет 0,652 (данные: Программа развития ООН).

## Важнейшие населенные пункты
| № | Населённый пункт | Населённый пункт (порт.) | Категория | Население чел. (2010) | На карте                       |
| - | ---------------- | ------------------------ | --------- | --------------------- | ------------------------------ |
| 1 | Уэйрас-ду-Пара   | Oeiras do Pará           | город     | 11 432                | 2°00′17″ ю. ш. 49°51′31″ з. д. |
| 2 | Игарапе-Прету    | Igarapé Preto            | поселок   | 600                   | 2°42′49″ ю. ш. 49°47′42″ з. д. |